# K.u.k. Infanterieregiment „Erzherzog Rainer“ Nr. 59
Das K.u.k. Infanterieregiment „Erzherzog Rainer“ Nr. 59 wurde 1682 als kaiserliches deutsches Regiment Beckh zu Fuß in Dienst gestellt. Es bestand bis 1918 im Kaisertum Österreich bzw. in der österreich-ungarischen Monarchie fort. Den Namen „Erzherzog Rainer“ (mit dem Prädikat „Immerwährend“) erhielt das Regiment erst 1913. Im Jahre 1915 wurden die Zusatzbezeichnungen abgeschafft, es sollte von da an nur noch „Infanterieregiment Nr. 59“ heißen. Dies ließ sich jedoch im allgemeinen Sprachgebrauch nicht durchsetzen. So hatte auch die sparsame k.u.k. Militäradministration verfügt, zuerst alle vorhandenen Stempel und Formulare aufzubrauchen.

## Aufstellung und Verbleib

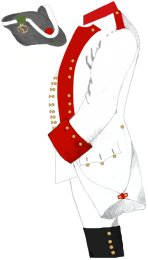
Uniform des Regiments Graf Daun um 1762, Schematische Darstellung von Richard Couture, Michael Zahn, Jocelyne Chevanelle, Kronoskaf

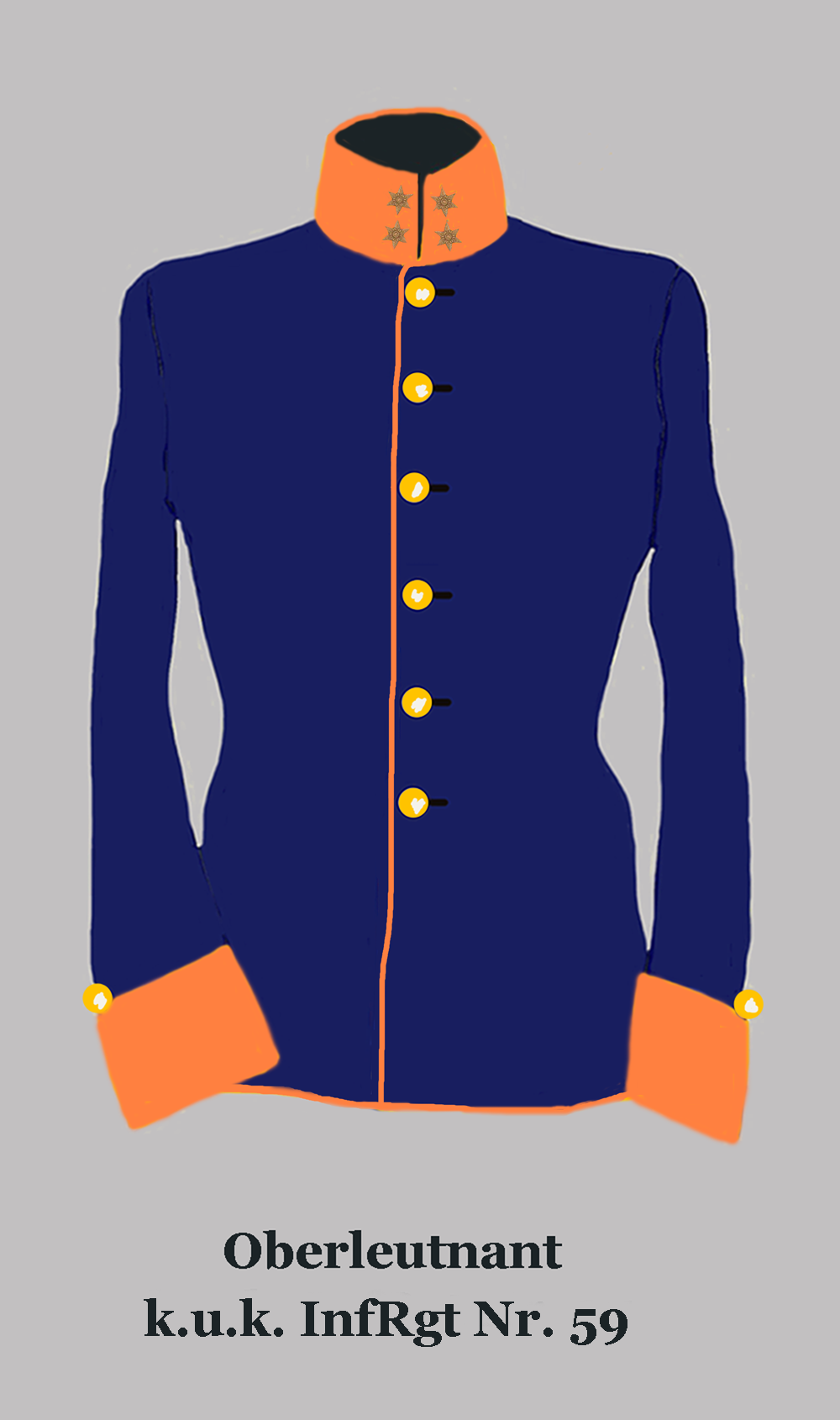
Waffenrock eines Oberleutnants

Veranlasst durch die drohenden Türkengefahr und der zweiten Türkenbelagerung von Wien wurde zu diesem Zeitpunkt dem Obrist-Lieutenant Leopold Melchior Freiherr von der Beckh ein Patent mit Datum vom 30. Jänner 1682 zur Aufstellung eines Infanterie-Regiments zu Fuß erteilt. Das Regiment sollte aus zehn Kompanien, dem Stab und sonstiger Prima Plana, also etwa 2040 Mann bestehen.
Da es nicht möglich war, durch Anwerbung auf diesen Personalbestand zu kommen, mussten die bereits vorhandenen Regimenter Mannschaften und Offiziere abgeben, um die angestrebte Sollstärke in etwa zu erreichen und so das Regiment einsatzfähig zu machen.
Ende Mai 1682 konnte der zwischenzeitlich zum Obristen ernannte Freiherr von der Beckh die Aufstellung des Regiments abschließen. Dieses Infanterie-Regiment „Freiherr von Beckh“ war die Stammeinheit des späteren k.u.k. Infanterie-Regiments Nr. 59.
Im Zeitalter des Barock und der Aufklärung rekrutierte sich das Regiment vor allem aus Oberrheinischen Kreis des Heiligen Römischen Reiches. Kaiserliche Truppen hatten entsprechende privilegierte Werbungsrechte. Es gab nur in großen Festungen Kasernen, die für eine Garnisonierung der gesamten Armee bei weitem nicht ausreichten. Das Regiment wurde daher mit je 5 Kompanien in Nieder- und Oberösterreich disloziert. Die Einquartierung erfolgte in Privathäusern beim „Bürger“ oder „Landmann“. Der so beschwerte Quartiergeber war nicht nur für Unterkunft und Einrichtung („Dach und Fach“), sondern auch für die erforderliche Verpflegung („Hausmannskost“) verantwortlich.
Im Jahr 1767 erfolgt eine erste bindende Adjustierungsvorschrift. Der nunmehr einheitlich weiße Rock wurde mit orangegelben Aufschläge und goldfarbenen Knöpfen ausgestattet.
Durch „allerhöchste Entschließung“ wurden dann den einzelnen Regimentern im Jahre 1769 ständige Nummern zugewiesen. Die Nummerierung wurde stark vom Grad, dem gesellschaftlichen Rang und dem Dienstalter des jeweiligen Inhabers beeinflusst. Da zu diesem Zeitpunkt der Inhaber des Regiments der erst 23-jährige Oberst Franz Graf Daun war, der weitaus jüngste alle Regimentsinhaber, wurde das Regiment an die damals letzte Stelle gesetzt und erhielt die bis zum Jahre 1918 gültige Nummer 59.
Im August 1805 marschierte das Infanterieregiment Nr. 59 auf Befehl von Kaiser Franz II. zum ersten Mal in das nun zu Österreich gehörende Herzogtum Salzburg ein (das vorherige Fürsterzbistum Salzburg, der Erzbischof war vor Napoleon geflüchtet und hatte sein Land österreichischer Hoheit übergeben).
Nach dem Abzug der Franzosen kam das Regiment im Jahre 1816 zum zweiten Mal nach Salzburg. Nach der endgültigen Eingliederung des ehemaligen Herzogtums an Österreich durch den Wiener Kongress wurde das Regiment aus dem Erzherzogtum Ob der Enns (Oberösterreich) auf Dauer in die Stadt verlegt. Damit wurde das nunmehrige „k. k. Infanterieregiment Nr. 59“ zum Salzburger Hausregiment. Ständiger Ergänzungsbezirk wurden das Gebiet des Herzogtums Salzburg sowie das Inn- und Hausruckviertel. Seit diesem Zeitpunkt wurde das Regiment als Salzburger Hausregiment bezeichnet, auch wenn sich am Ende nur noch ein Bataillon und der Ersatzbataillonskader in Salzburg selbst befanden.
Nachdem es von 1830 an den Namen „Infanterie-Regiment Leopold, Großherzog von Baden Nr. 59“ nach seinem bisherigen Inhaber getragen hatte, wurde ab 1852 Erzherzog Rainer der neue Regimentsinhaber. Nach dessen Tod im Jahre 1913 wurde, seiner Verdienste wegen im Armeebefehl von Kaiser Franz Joseph I dem Regiment auf immerwährende Zeiten der Name „Erzherzog Rainer“ verliehen.
Im Jahre 1899 wurde das Regiment in der neuerbauten Kaserne in Salzburg-Lehen in Garnison gelegt.
Im August 1914 wurde das Regiment mobilisiert und war nachfolgend mit etlichen militärischen Aktionen am Ersten Weltkrieg beteiligt (Siehe Abschnitt zum Ersten Weltkrieg). Am 3. bzw. 4. November 1918 war für Österreich-Ungarn der Erste Weltkrieg zu Ende. Teile des Regimentes befanden sich zu diesem Zeitpunkt im Suganer-Tal (Valsugana) und im Raum Belluno. Diese Soldaten marschierten als einer der wenigen noch intakten Verbände gegen Norden und konnten sich erfolgreich der Gefangennahme entziehen.
Letzte Station war Salurn (Südtirol), wo das Regiment ab Ende Oktober 1918 für Ruhe und Ordnung im Land sorgte. Viele Übergriffe und Plünderungen seitens der nach Norden marschierenden aufgelösten und marodierenden Verbände wurden vom Regiment unterbunden. Die Rainer versuchten, die chaotischen Zustände zu beseitigen, und kümmerte sich um Schutz und Verpflegung der Bevölkerung im südlichen Tirol. Erst als italienische Truppen die Reichsgrenze überschritten, kehrte das Regiment als geschlossene Einheit nach Salzburg zurück. Dort traf es am 10. November 1918 unter seinem letzten Regimentskommandanten Oberst Richard von Schilhavsky ein.
Mit der am 12. November 1918 begonnenen Auflösung endete im 236. Jahr die Geschichte dieses alt-österreichischen Regimentes in Salzburg.
Nachfolger war das „Salzburger Alpenjäger-Bataillon Nr. 3“.

## Friedensgarnisonen

### Zugehörigkeit
| I. | II. | III. |
| --- | --- | --- |
| - 1699 Ungarn - 1712 Siebenbürgen - 1718 Banat und Serbien - 1721 Palermo - 1728 Messina - 1726 Lombardei - 1735 Ferrara - 1749 Mailand - 1750 Mähren - 1752 Eger - 1753 Prag - 1755 Oberösterreich - 1768 Böhmen - 1771 Enns - 1775 Wels - 1779 Wels - 1790 Belgrad - 1791 Enns | - 1797 Verona - 1802 Salzburg - 1803 Wels - 1804 Bozen - 1806 Linz - 1809 Enns - 1814 Mainz - 1816 Linz - 1817 Salzburg - 1821 Alessandria - 1823 Lombardei dann Salzburg - 1831 Innsbruck - 1845 Bregenz - 1849 Verona - 1850 Trient - 1851 Verona - 1853 Brescia | - 1855 Triest - 1857 Udine - 1859 Mantua und Rovigo - 1860 Ostiglia und Treviso - 1861 Oderzo - 1862 Vicenza - 1866 Innsbruck - 1871 Salzburg - 1880 Innsbruck - 1881 Trient - 1885 Salzburg - 1901 Linz - 1908 Salzburg - 1912 Stab, I. Baon: Bregenz - II. Baon: Innsbruck - III. Baon: Schwaz - IV. Baon: Salzburg |

Im Jahre 1914 gehörte das Regiment zur 3. Infanterie-Truppendivision im XIV. Armeekorps. Es bestand aus 97 % deutschsprachigen und 3 % anderssprachigen Angehörigen. Die Regimentssprache war Deutsch. Ergänzungsbezirk war Salzburg.

## Inhaber
- 1682 Leopold Melchior Van der Beckh
- 1693 Ludwig Ferdinand von Marsigli
- 1704 Anton Egydius Jörger zu Tollet
- 1716 Ottokar von Starhemberg (Übernimmt 1730 das Regiment Sickingen)
- 1731 Franz Wenzel von Wallis (Erhält 1740 das Infanterieregiment Nr. 11 (Haslinger))
- 1740 Leopold von Daun
- 1766 Franz von Daun und Thiano
- 1771 Peter von Langlois
- 1790 Alexander von Jordis (ab 1815 2. Inhaber)
- 1815 Karl Ludwig Friedrich von Baden
- 1819 Ludwig von Baden
- 1830 Leopold von Baden
- 1852 Erzherzog Rainer

### Zweiter Inhaber
- 1815 Alexander von Jordis
- 1822 Freiherr Ludwig von Eckhardt
- 1844 Freiherr Franz Dahlen von Orlaburg
- 1859 Freiherr Friedrich von Teuchert

## Regimentskommandanten
- 1682 Leopold Melchior Van der Beckh, der Obrist-Inhaber
- 1683 Obristlieutenant Cob von Neuding
- 1684 Obristlieutenant Graf Gallenfels
- 1686 Obristlieutenant Freiherr Bonaventura von Welsperg
- 1690 Obristlieutenant Graf Joseph von Pötting
- 1693 Graf Marsigli, Obrist-Inhaber
- 1695 Obristlieutenant Salzer von Rosenstein
- 1697 Obrist Freiherr Johann Friedrich von Globitz
- 1702 Obristlieutenant Bartholomäus Toldo de Beda
- 1704 Jörger von Tollet, Obrist-Inhaber
- 1705 Obrist Bartholomäus Toldo de Beda
- 1707 Obrist Freiherr von Liebenberg
- 1716 Graf Ottokar von Starhemberg, Obrist-Inhaber
- 1717 Freiherr Heinrich von Degano
- 1718 Obrist Graf Wangenheim
- 1722 Chantel
- 1729 Obrist Freytag
- 1731 Graf Wenzel Wallis, Obrist-Inhaber
- 1734 Obrist Freytag
- 1736 Obristlieutenant Cajetan de Carrugo
- 1737 Obrist Graf Franz Ludwig von Thürheim
- 1743 Obrist Freiherr Leopold von Scherzer
- 1748 Obrist Freiherr Franz von Weiler
- 1749 Obrist Johann Wolf
- 1757 Obrist Graf Carl von Pellegrini
- 1759 Obrist Graf Franz von Daun
- 1766 Obrist Graf Otto von Hohenfeld
- 1773 Obrist Graf Johann von Colloredo
- 1777 Obrist Johann Schindler
- 1786 Obrist Wenzel von Harnach
- 1789 Oberst Graf Vincenz von Kolowrat-Liebsteinsky
- 1794 Oberst Chevalier Thomas de Keating
- 1795 Oberst Ferdinand Fenzel zu Baumgarten und Grub
- 1799 Oberst Franz Högl von Hochheim
- 1803 Oberst Johann Le Loup
- 1805 Oberst Christoph Adler
- 1809 Oberst Freiherr Georg von Wewelt
- 1811 Oberst Johann Mayer von Heldensfeld
- 1813 Oberst Johann von Klein
- 1820 Oberst Georg Wilmanns Edler von Wildenkron
- 1828 Oberst Franz Schmidt-Ehrenberg
- 1833 Oberst Graf Franz von Wimpffen
- 1839 Oberst Carl Edler von Helbig
- 1841 Oberst Freiherr Günther von Dalwitz
- 1844 Oberst Wilhelm von Alemann
- 1848 Oberst Graf Julius von Bernay-Favancourt
- 1850 Oberst Pompejus Scharinger-Lamazon
- 1856 Oberst Heinrich Schröder
- 1860 Oberst Eduard Netzer von Sillthal
- 1861 Oberst Carl Möraus
- 1868 Oberst Paska Joseph
- 1870 Oberst Ritter Wilhelm von Grobben
- 1874 Oberst Ritter Joseph Latterer von Lintenburg
- 1882 Oberst Conrad Nüscheler von Neuegg
- 1891 Oberst Ferdinand Meyer
- 1877 Oberst Freiherr Carl von Urban
- 1878 Oberst Franz von Czakó
- 1883 Oberst Joseph Edler von Faby
- 1888 Oberst Ernst Schmedes
- 1895 Oberst Victor Meduna von Riedburg
- 1899 Oberst Freiherr Joseph von Schmidburg
- 1903 Oberst Johann Freiherr von Vever
- 1906 Oberst Karl Kohout
- 1909 Oberst Emil Herzberg
- 1913 Oberst Gustav Fischer
- ? 1916 Oberst Otto Scholz
- 1916–1918 Oberst Richard von Schilhavsky

## Gefechtskalender
- Großer Türkenkrieg

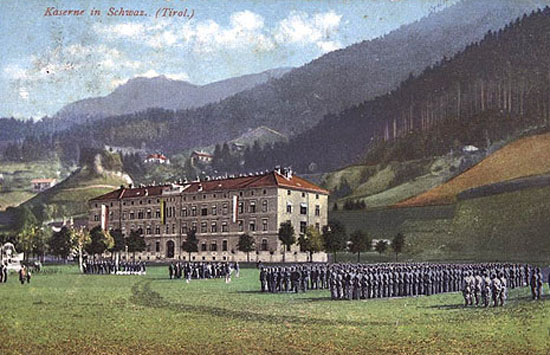
II. Bataillon vor der Kaserne in Schwaz

Ein erster Einsatz des Regiments erfolgte im Krieg gegen die Türken Anfang Juni 1683 bei der Belagerung von Neuhäusel.
Es folgten weitere Kämpfe gegen die Türken, bis es am 5. Jänner 1719 den Marschbefehl nach Sizilien ausgehändigt bekam. Die Insel gehörte zu Österreich, war aber in großen Teilen von spanischen Truppen besetzt. Der Marsch ging von Ungarn nach Fiume (Rijeka), dort erfolgte die Einschiffung und der Seetransport nach Manfredonia. Von dort aus marschierte das Regiment quer über die Italienische Halbinsel nach Neapel, um dort nach Milazzo eingeschifft zu werden.
Ständige Kämpfe mit den Spaniern und der feindseligen Bevölkerung sowie die überaus schlechte Verpflegung und das ungewohnte Klima machte den Soldaten schwer zu schaffen. Das Regiment hat in diesem Zeitraum starke Verluste zu beklagen.
Das Regiment kämpfte im Laufe seiner Geschichte noch in den folgenden Kriegen:
- Polnischer Erbfolgekrieg
- Siebenjähriger Krieg
- Koalitionskriege
- Befreiungskriege
- Revolution von 1848/49 im Kaisertum Österreich

6. Mai 1848 Gefecht bei Verona
31. März. und 1. April 1849 Erstürmung von Brescia
Sardinischer Krieg
Schlacht bei Solferino
Deutscher Krieg

### Erster Weltkrieg

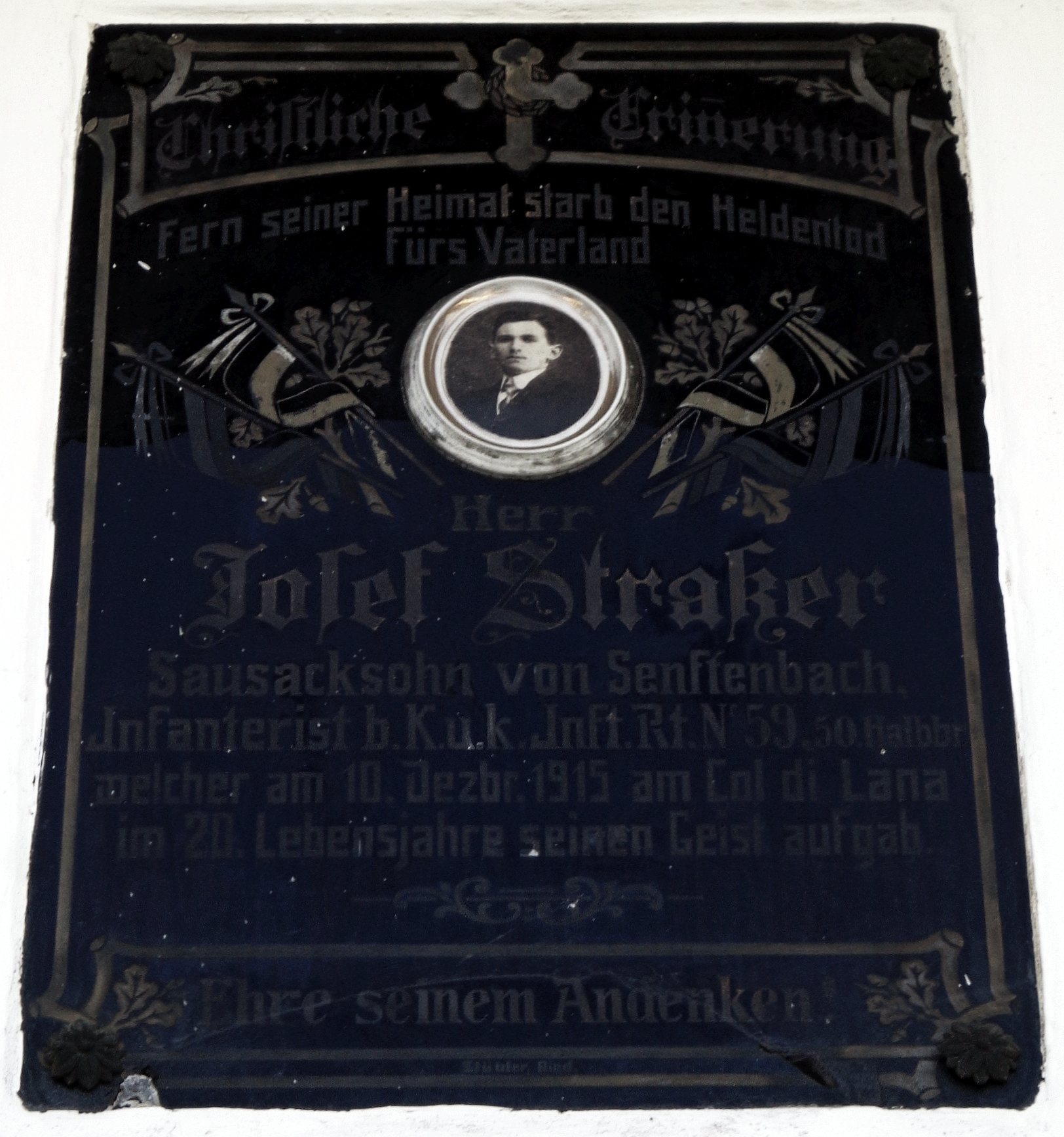
Pfarrkirche Senftenbach – Gedenktafel für Josef Straßer, Soldat im k.u.k. Infanterieregiment Nr. 59, gefallen am 10. Dezember 1915 am Col di Lana

- 4.–14. August 1914: Mobilisierung und Aufmarsch

Sommerfeldzug 1914 gegen Russland – Aufmarschraum Ostrow – Zagroda
- 21. August 1914: Versammlung im Rahmen der 3. Infanterie-Truppendivision bei der 3. Armee westlich von Lemberg
- Teilnahme an der Schlacht von Komarów bei der 5. Infanterie-Brigade (General Schneider-Mansau), am 26. August Angriff auf Chrystinopol, am 29. August Gefecht bei Poturzyn
- 2.–3. September 1914: Rückzug nach Rawa Ruska, Verfolgung der Russen
- 6.–7. September 1914: Gefecht bei Michalowka
- 4.–11. September 1914: Einsatz des I. Marschbataillons in der Schlacht von Lemberg
- 16. September bis 3. Oktober 1914: Rückmarsch des Regimentes in die Gegend von Tarnów
- 3.–8. Oktober 1914: Vormarsch gegen den San

Herbstfeldzug 1914 am San

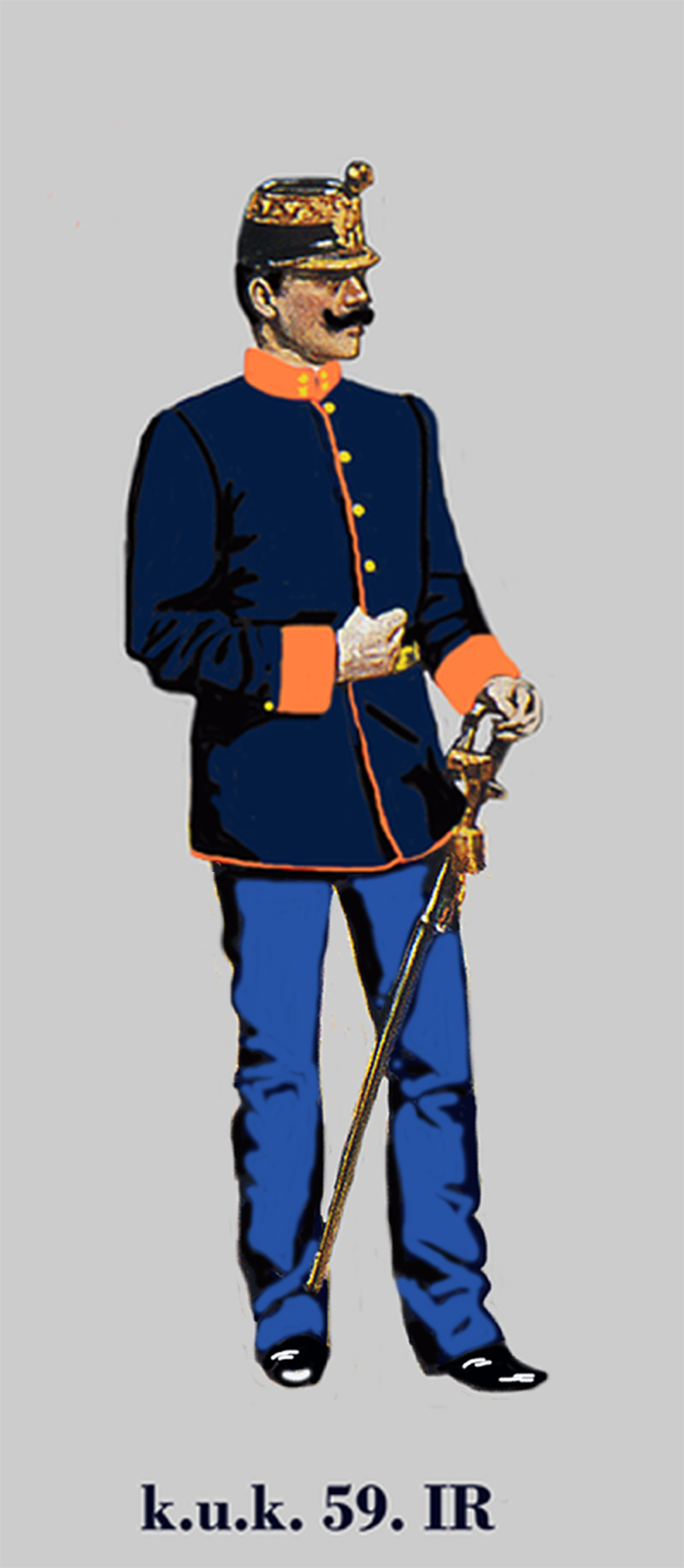
Oberleutnant des Regiments in Paradeadjustierung

- 9.–10. Oktober 1914: Gefechte bei Lezajsk-Stare Miasto
- 22. Oktober 1914: Erstürmung von Wolina
- 1.–2. November 1914: Gefecht bei Risko Malce

Feldzug von Krakau 1914/1915
- 17.–18. November 1914: Kämpfe bei Biorkow Maly
- 20.–21. November 1914: Schlacht bei Krakau – Vorrücken an die Szreniawa
- 23.–24. November 1914: Kämpfe bei Opatkowice
- 25.–28. November 1914: Rückzug nach Krakau
- 2.–3. Dezember 1914: Gefecht bei Dobra
- 6.–7. Dezember 1914: Vorrücken bis an die Raba[10]
- 8.–15. Dezember 1914: Rücknahme der eigenen Truppen hinter die Stradomka in die Linie Kamink – Wola Wieniczycka.
- 19.–21. Dezember 1914: Gefecht bei Glow Sanoka

Stellungskämpfe bei Janowice Dolne
- 2. Februar bis 10. März 1915

Korps- und Armeereserve
- 11.–20. März 1915

Verlegung in die Karpaten
- 21.–23. März 1915

Stellungskämpfe in den Karpaten
- 23. März bis 26. April 1915

Bereitstellung zur Durchbruchsschlacht bei Gorlice Tarnow
- 27. April bis 1. Mai 1915

Durchbruchsschlacht bei Gorlice-Tarnów
- 2.–10. Mai 1915

Stellungskämpfe am San
- 16. Mai bis 1. Juli 1915
- 17.–24. Juni 1915: Abschluss des Frühjahresfeldzuges vor Ulanow
- 25. Juni bis 1. Juli 1915: Vormarsch über den Tanew

Sommerfeldzug 1915 in Polen
- 2.–19. Juli 1915: Zweite Schlacht bei Krasnik
- 20. Juli bis 4. August 1915: Schlacht von Lublin
- 5.–7. August 1915; Kampf um Lubartow
- 8.–15. August 1915: Abschluss des Sommerfeldzuges – Gefecht bei Berzowyi Kut

Verschiebung an den Nordflügel der 1. Armee
- 16.–26. August 1915

Feldzug von Rowno
- 27.–29. August 1915: Vormarsch über den Styr
- 2.–8. September 1915: Schlacht bei Olyka
- 19.–25. September 1915: Verteidigung des Brückenkopfes von Luck
- 26. September bis 6. Oktober 1915: Gefecht bei Pelza

Stellungskämpfe an der Putilowka
- 8. Oktober 1915 bis 25. Februar 1916

Verlegung nach Südtirol
- 25. Februar bis 4. März 1916
- 4.–27. März: Retablierung in Salurn

Südtiroloffensive
- 9.–14. Mai 1916: Bereitstellung bei Folgaria
- 15.–16. Mai 1916: Eroberung des Coston-Rückens und des Soglio d’Aspio
- 16. Mai 1916: Fortsetzung des Durchbruches am Plateau von Folgaria bis in die Linie Baiti Dosello-Osteria Fiorentini-Mte. Coston.
- 17. Mai 1916: Erstürmung des Coston-d’Arsiero-Rückens
- 18. Mai 1916: Abwehr italienischer Gegenangriffe
- 19. Mai 1916: Das Regiment erreicht die Linie Mte. Campomolon-Mte. Melignone-Passo della Vena-Tonezza-Spitzen
- 20. Mai 1916: Das Regiment wird Korpsreserve und zum Wegebau für die Artillerie eingesetzt
- 31. Mai bis 26. Juni: Stellungs- und Abwehrkämpfe. Das II. Bataillon sprengte die Cimonestraße vor der eigenen Stellung

Stellungskämpfe gegen Italien
- 27. Juni bis 21. Juli 1916: Stellungskämpfe am Monte Cimone bei Tonezza del Cimone
- 23. Juli 1916: Verlust der Cimone-Spitze
- 24. Juli 1916: Vergeblicher Angriff zur Wiedergewinnung der Cimone-Spitze
- 25. Juli 1916 bis 18. September 1917: Kämpfe im Bereich des Monte Cimone
- 23. September 1916: Sprengung und Inbesitznahme des Monte Cimone

12. Isonzoschlacht
- 5.–23. Oktober 1917: Bereitstellung auf dem Rombon zur Durchbruchsschlacht bei Flitsch-Karfreit
- 24. Oktober 1917: Durchbruchsschlacht von Flitsch
- 25.–30. Oktober 1917: Angriff gegen Vratni Vrh und Prevalla-Scharte
- 31. Oktober bis 5. November 1917: Vormarsch an den oberen Tagliamento
- 6.–7. November 1917: Gefecht bei Selva Piana
- 8.–12. November 1917: Marsch durch die Venetianer Alpen an den oberen Piave
- 13.–15. November 1917: Vormarsch des Regiments an die Brenta – Gefecht auf dem Roncone
- 16.–21. November 1917: Einleitung der Schlacht im Grappa-Gebiet – Erstürmung des Bonato-Rückens
- 22. November bis 3. Dezember 1917: Kampf um den Col della Beretta
- 4.–6. Dezember 1917: Eroberung des Meletta-Massivs
- 7.–22. Dezember 1917: Reserve

Winterschlacht beiderseits der Brenta
- 23. Dezember 1917 bis Jänner 1918: Erstürmung des Monte Valbella und des Col del Rosso. Stellungskämpfe auf dem Monte Pertica
- 18. Jänner 1918: III. Bataillon marschiert über Primolano nach Arsiè
- 19. Jänner 1918: III. Bataillon verlegt über Arten nach Pedavena zurück zum Regiment
- 21. Jänner 1918: Verlegung des Regimentsstabes, Marsch nach Vezzano, I. Bataillon nach Libano, IV. Bataillon nach Lasserai, II. Bataillon nach erfolgter Ablöse nach Pedavena
- 28. Jänner 1918: das III. u. X. Bataillon schieden aus dem Regimentsverband aus und wurden zur Aufstellung des Infanterie-Regiments 107 verwendet
- 4. Februar 1918: Verlegung nach Cortina d’Ampezzo
- 5.–11. Februar 1918: Marsch nach Innichen und Retablierung
- 11.–12. Februar 1918: Verlegung des Regiments zum Truppenübungsplatz Felixdorf
- 2. April bis 6. Mai 1918: Retablierung in Böhmen, I. u. IV. Bataillon in Lobositz, II. Bataillon in Kladno

Marsch des II. Bataillons nach Libusan; dort verbleibt eine Kompanie, der Rest gelangt nach Smecno
- 17. Mai 1918: Bahntransport des II. Bataillons nach Prag
- 22. Mai 1918: Bahntransport des II. Bataillons von Prag nach Pergine Valsugana. I. u. IV. Bataillon marschieren zur Unterdrückung von Unruhen nach Haida und Böhmisch-Leipa
- 24. Mai 1918: Das II. Bataillon trifft in Pergine ein. Das I. Bataillon verlegt per Bahntransport nach Brüx

- 2.–14. Juni 1918: Bereitstellung der Edelweiß-Division auf der Hochfläche der Sieben Gemeinden

Zweite Schlacht am Piave
- 15. Juni 1918: Erstürmung des Col del Rosso. Steckenbleiben des Angriffes auf dem Monte Melago
- 16. Juni 1918: Schwere Verteidigungskämpfe auf dem Monte Melago
- 20. Juni 1918: Ablösung des Regiments und Marsch nach Tre Pali

- 30. Juni bis 5. Juli 1918: Abwehrkämpfe am Col del Rosso
- 6. Juli bis 12. Oktober 1918: Abwehrkämpfe im Valsugana
- 12. Oktober bis 6. November 1918: Absetzbewegungen nach Salurn und Rückkehr nach Salzburg

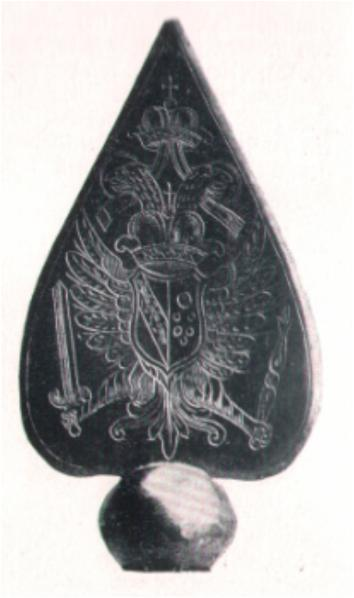
Fahnenspitze des InfRgt 59

### X. Marschbataillon
(Die Marschbataillone waren nachträglich aufgestellte Reserveverbände, die der Truppe zugeführt und eigentlich eingegliedert werden sollten. Nicht selten, wie in diesem Falle, wurden diese Bataillone jedoch völlig selbstständig eingesetzt.)
- 6. Mai 1915:Verlegung von Salzburg nach Klausen
- 20. Mai 1915: Fahrt des Bataillons von Klausen nach Innichen. 1. Mobilmachungstag gegen Italien
- 25. Mai 1915: Das X. Bataillon übernimmt Besetzung der Übergänge Tillianer und Winkler Joch
- 30. Mai 1915: Verlegung des Bataillons nach Kartisch
- 2. Juni 1915: Das Bataillon steht am Eisenreich und Oberstanzer See
- 5. September 1915: Das Baon marschiert in die Stellung auf dem Drei-Zinnen-Plateau, wo es das Landesschützen-Bataillon V/III ablöst
- 30. April 1916: Das Baon wird per Auto in den Raum Pinzolo-Vigo Rendena-Breguzzo verlegt
- 1.–10. Mai 1916:Kämpfe im Adamello-Gebiet
- 16. Mai 1916: Eisenbahnfahrt von Trient nach Calliano, Fußmarsch nach Besenello
- 29. Mai 1916: Marsch nach Pedescala
- 30. Mai 1916: Vormarsch auf den Pta. Corbin
- 31. Mai bis 3. Juni 1916: Kämpfe um dem Monte Cengio
- 28. Juni 1916: Marsch nach Tezelli und Perempruneri
- 30. August 1916: Kampfaktion gegen die fdl. Stellung, um einen Abzug fdl. Kräfte aus der Valsugana zu verhindern
- 1. Dezember 1917: Bataillon wird in der Stellung bei Canove abgelöst und marschiert ins Val di Nos
- 25. Dezember 1917: In der Winterschlacht beiderseits der Brenta
- 2. Jänner 1918: Gruppenreserve bei Feldmarschalleutnant Kletter im Campo Mulotale
- 19. Jänner 1918: Marsch nach Cegno
- 28. Jänner 1918: Das Bataillon schied aus dem Regimentsverband aus und wurde zur Neuaufstellung des Infanterie-Regiments 107 verwendet

## Regimentsmarsch
Regimentsmarsch ist der Rainermarsch, komponiert von Musik-Feldwebel Hans Schmid mit dem Urtext von Musik-Korporal Josef Schopper. Die Uraufführung fand am 11. September 1915 statt.

## Bekannte Regimentsangehörige
- Eduard Pierer von Esch (1848–1902), als Regimentsangehöriger 1866 zum Unterleutnant 2. Klasse befördert
- Alexander von Mörk (1887–1914), als Regimentsangehöriger beim Sturmangriff am San-Ufer gefallen

## Tradition und Erinnerungskultur

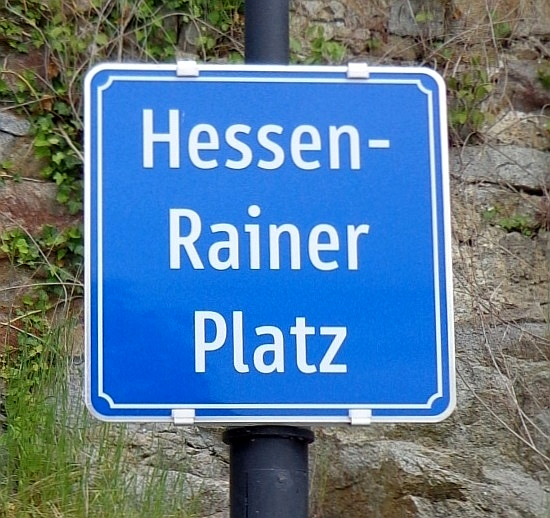
Schlosspark Schärding: „Hessen-Rainer-Platz“ mit Gedenkstätte für das k.u.k. Infanterieregiment „Erzherzog Rainer“ Nr. 59

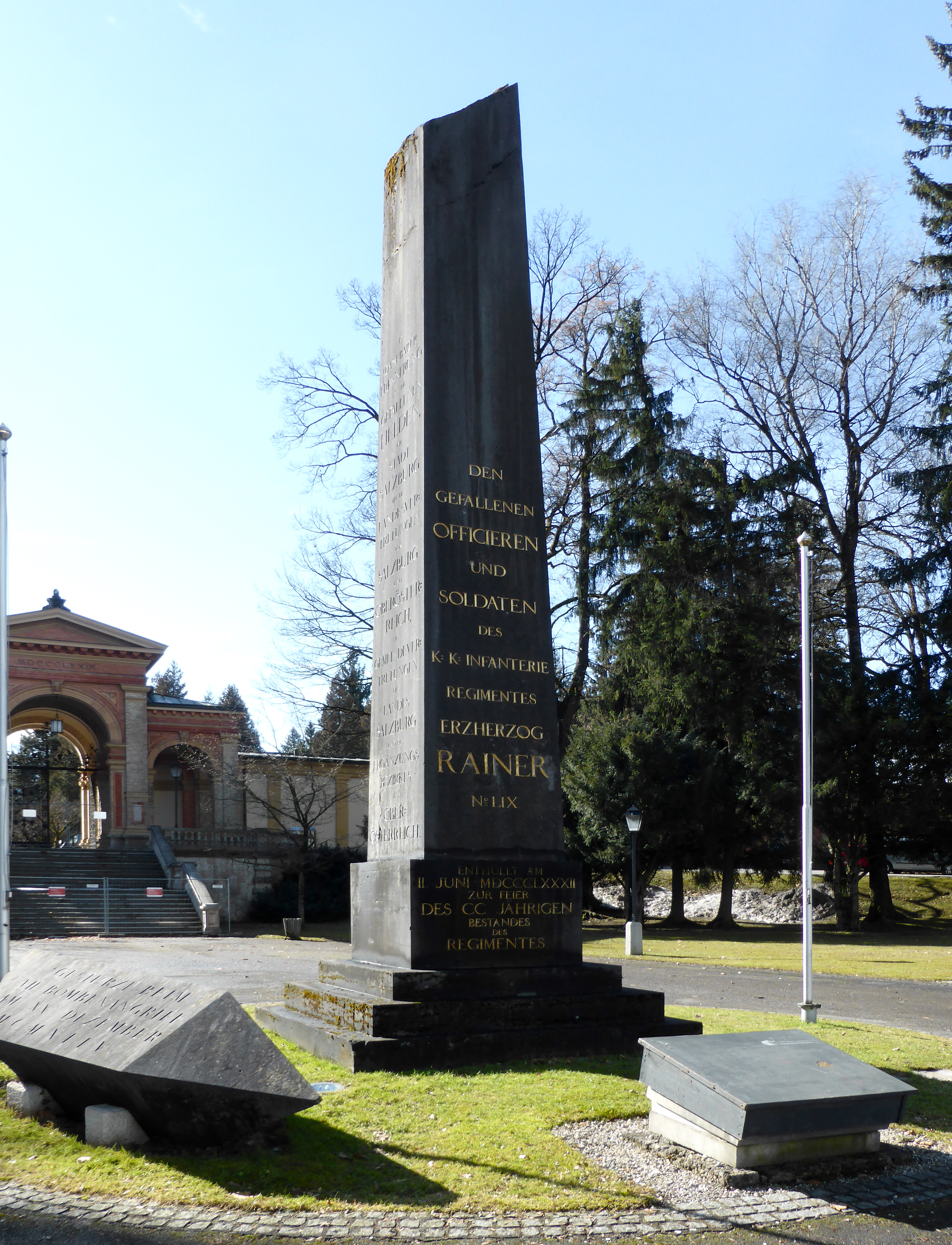
Obelisk am Salzburger Kommunalfriedhof

- Mit Gründung der 1. Republik und Schaffung des neuen österreichischen Bundesheeres wurde zunächst das Alpenjäger Bataillon Nr. 3 und später das Infanterie-Regiment Nr. 12 mit der Traditionspflege betraut.
- Nach der Eingliederung der österreichischen Truppen in die deutsche Wehrmacht im März 1938 übernahm das 1. Bataillon des Gebirgsjägerregimentes 137 diese Aufgabe.
- 1967 übernahm das neue Bundesheer die Traditionspflege der „Alten Armee“.

Seit 1960 trägt die „Rainerkaserne“ in Salzburg diesen Namen. Mit der Heeresreform 1998 wurde das in dieser Kaserne untergebrachte Jägerregiment 8 aufgelöst und die Traditionspflege der Rainer ging auf das Militärkommando für Salzburg über.
Regimentsgedenktag ist der 15. Mai 1916, an dem dem Regiment der Durchbruch durch die italienische Front bei Folgaria gelang.
Auf der Festung Hohensalzburg gibt es seit 1924 das Rainer-Regiments-Museum, in der Stadt Salzburg selbst erinnern ein Gedenkstein kurz hinter dem Schloss Mirabell stadtauswärts auf der linken Straßenseite, ein Obelisk vor dem Eingang zum Kommunalfriedhof bei der Obuskehre, und das Denkmal in der Rainerkaserne an das Regiment. Die Rainerstraße zwischen Mirabellplatz und Hauptbahnhof ist seit den 1930er Jahren nach dem Regiment benannt.